# Хосе Карлос Фернандес Пієдра
Хосе Карлос Фернандес Пієдра (ісп. José Carlos Fernández Piedra, нар. 14 травня 1983, Трухільйо) — перуанський футболіст, нападник клубу «Аргентинос Хуніорс».
Насамперед відомий виступами за «Альянса Ліма», а також національну збірну Перу.

## Клубна кар'єра
У дорослому футболі дебютував 2003 року виступами за команду клубу «Коопсоль», у складі якої взяв участь у 15 матчах чемпіонату. 
Згодом з 2004 по 2008 рік грав у складі команд перуанських клубів «Універсідад Сан-Мартін», «Універсідад Сесар Вальєхо», «Мельгар», «Коронель Болоньесі», «Сьенсіано», а також одеського «Чорноморця», за який відіграв лише по декілька хвилин у двох матчах чемпіонату України.
Своєю грою за останню команду привернув увагу представників тренерського штабу бельгійського клубу «Серкль», до складу якого приєднався 2008 року. Відіграв за команду з Брюгге наступні один сезон своєї ігрової кар'єри.
2009 року повернувся на батьківщину, де уклав контракт з клубом «Альянса Ліма», у складі якого провів наступні один рік своєї кар'єри гравця.  Більшість часу, проведеного у складі «Альянса Ліма», був основним гравцем атакувальної ланки команди.
З 2010 року один сезон захищав кольори команди еквадорського клубу «Депортіво Кіто». 
З 2011 року знову, цього разу один сезон захищав кольори команди клубу «Альянса Ліма». У складі «Альянса Ліма» був одним з головних бомбардирів команди, маючи середню результативність на рівні 0,53 голу за гру першості.
До складу клубу «Аргентинос Хуніорс» приєднався 2012 року.

## Виступи за збірну
2010 року дебютував в офіційних матчах у складі національної збірної Перу. Наразі провів у формі головної команди країни 6 матчів, забивши 2 голи.
| Дата       | Місто          | Господарі | Результат | Гості | Турнір           | Голи | Примітки |
| ---------- | -------------- | --------- | --------- | ----- | ---------------- | ---- | -------- |
| 04/09/2010 | Торонто        | Канада    | 0 – 2     | Перу  | товариський матч | 1    |          |
| 08/09/2010 | Форт-Лодердейл | Ямайка    | 1 – 2     | Перу  | товариський матч | 1    |          |
| 17/11/2010 | Богота         | Колумбія  | 1 – 1     | Перу  | товариський матч | -    |          |
| Усього     |                | Матчів    | 3         |       | Голів            | 2    |          |